# Danna Paola
Danna Paola Rivera Munguía (Ciudad de México, 23. lipnja 1995.), poznatija kao Danna Paola, meksička je glumica i pjevačica. Popularnost je stekla još kao dijete, glumeći u mnogim televizijskim projektima u rodnom Meksiku. Prvu glavnu ulogu, dobila je sa šest godina, u dječjoj seriji, María Belén, 2001.

## Filmografija
| Televizija  | Televizija                      | Televizija                       | Televizija                                                                                   |
| Godina      | Naziv                           | Uloga                            | Bilješke                                                                                     |
| ----------- | ------------------------------- | -------------------------------- | -------------------------------------------------------------------------------------------- |
| 2009./2010. | Atrévete a soñar                | Patricia "Patito" Peralta Castro |                                                                                              |
| 2009.       | Plaza Sésamo                    | Patricia "Patito" Peralta Castro | 12. sezona, 11. epizoda, interpretira "Oye mamá"                                             |
| 2008.       | Draga neprijateljica            | Bettina Aguilar Ugarte           |                                                                                              |
| 2008.       | La rosa de Guadalupe            | Samantha                         | Epizoda: "Adiós a la calle"                                                                  |
| 2007.       | Muchachitas como tú             | Paola                            |                                                                                              |
| 2007.       | Objetos perdidos                | Niña                             | Epizoda: "Objeto 8"                                                                          |
| 2007.       | La hora pico                    |                                  |                                                                                              |
| 2007. 2003. | La familia P. Luche             | Ona sama María Belén             | Epizoda: "Niños de oro" Epizoda: "La novia de Ludoviquito" Epizoda: "Ludovico en la escuela" |
| 2005.       | El privilegio de mandar         |                                  | Skeč: "Bailando por un hueso"                                                                |
| 2005.       | Pablo y Andrea                  | Andrea Saavedra                  |                                                                                              |
| 2005.       | Protiv vjetra i oluje           | Natalia Ríos (djevojčica)        |                                                                                              |
| 2004.       | Amy, la niña de la mochila azul | Amy Granados/Betancourt          |                                                                                              |
| 2004.       | Alegrijes y rebujos             | Amy Granados/Betancourt          | Posebno sudjelovanje.                                                                        |
| 2003.       | De pocas, pocas pulgas          | Annie                            |                                                                                              |
| 2002.       | ¡Vivan los niños!               | Estrella                         |                                                                                              |
| 2001.       | María Belén                     | María Belén García Marín         |                                                                                              |
| 2000.       | Rayito de luz                   | Lupita Lerma                     | Kao Danna Paola Rivera.                                                                      |
| 1999.       | Plaza Sésamo                    |                                  | Meksička verzija Ulice Sezam.                                                                |
| Film        |                                 |                                  |                                                                                              |
| Godina      | Naziv                           | Uloga                            | Bilješke                                                                                     |
| 2010.       | Vrlo zapetljana priča           | Zlatokosa (Rapunzel)             | Glas za Hispansku Ameriku.                                                                   |
| 2008.       | Arráncame la vida               | Lilia Ascencio (12 godina)       |                                                                                              |
| Kazalište   |                                 |                                  |                                                                                              |
| Godina      | Naziv                           | Uloga                            | Bilješke                                                                                     |
| 2013.       | Wicked                          | Elphaba                          | Prva produkcija na španjolskom.                                                              |
| 2004.       | Anita la huerfanita             | Anita                            |                                                                                              |
| 2003.       | Regina                          | Regina (djevojčica)              |                                                                                              |

## Diskografija

### Studijski albumi
- Mi globo azul (2001.)
- Océano (2004.)
- Chiquita pero picosa (2005.)
- Danna Paola (2012.)
- Sie7e (2019.)

## Vanjske poveznice
- Službena web stranica
- Danna Paola na Facebooku
- Danna Paola na Twitteru
- Danna Paola na Vevu
- Danna Paola u internetskoj bazi filmova IMDb-u (engl.)